# Norwegische Meisterschaften im Biathlon 1975
Die norwegischen Meisterschaften im Biathlon 1975 fanden vom 14. bis 16. März 1975 in Mo i Rana statt. Ausgetragen wurden ein Einzel- und ein Sprintrennen, im Staffelwettkampf liefen die Starter erstmals jeweils zehn Kilometer.

## Männer

### Einzel (20 km)
| Platz | Starter         | Verein    | Zeit      | Treffer |
| ----- | --------------- | --------- | --------- | ------- |
| 1     | Kjell Hovda     | NIH       | 1:18:26 h | 18      |
| 2     | Bjørn Sirijord  | HV-14     | 1:19:10 h | 16      |
| 3     | Ole Per Strædet | HV-07     | 1:19:50 h | 19      |
| 4     | Ragnar Tveiten  | Kongsberg | 1:20:09 h | 19      |
| 5     | Roar Nilsen     |           | 1:22:42 h | 15      |
| 6     | Svein Engen     | Ringerike | 1:22:46 h | 13      |

Start: 14. März 1975

### Sprint (10 km)
| Platz | Starter          | Verein    | Zeit      | Treffer |
| ----- | ---------------- | --------- | --------- | ------- |
| 1     | Bjørn Sirijord   | HV-15     | 36:02 min | 8       |
| 2     | Tor Svendsberget | HV-05     | 36:10 min | 8       |
| 3     | Svein Engen      | HV-06     | 36:15 min | 8       |
| 4     | Sigleif Johansen | HV-03     | 36:55 min | 6       |
| 5     | Kjell Hovda      | NIF-F     | 36:57 min | 8       |
| 6     | Terje Hanssen    | Trondhjem | 37:06 min | 7       |
| 7     | Esten Gjelten    | HV-05     | 37:37 min | 7       |
| 8     | Ivar Nordkild    | HV-15     | 37:44 min | 7       |
| 9     | Kåre Hovda       | HV-03     | 37:51 min | 7       |
| 10    | Halvard Mueller  | HV-05     | 38:05 min | 5       |

Start: 15. März 1975

### Staffel (4 × 10 km)
| Platz | Starter                                                    | Region      | Zeit      |
| ----- | ---------------------------------------------------------- | ----------- | --------- |
| 1     | Sigleif Johansen Kjell Flesaker Ragnar Tveiten Kjell Hovda | Numedal I   | 2:30:21 h |
| 2     | Odd Pedersen Nils Sørensen Ivar Olsen Svein Engen          | Ringerike   | 2:33:08 h |
| 3     | Terje Krokstad Ola Grendal Jørn Bue Olsen Terje Hanssen    | Uttrøndelag | 2:33:19 h |
| 4     |                                                            | Rana        | 2:33:22 h |
| 5     |                                                            | Vefsn       | 2:35:30 h |
| 6     |                                                            | Oslo        | 2:35:43 h |
| 7     |                                                            | Ofoten      | 2:36:39 h |
| 8     |                                                            | Rogaland    | 2:37:54 h |
| 9     |                                                            | Numedal II  | 2:37:57 h |
| 10    |                                                            | Hordaland   | 2:38:38 h |

Start: 16. März 1975